# Oiran

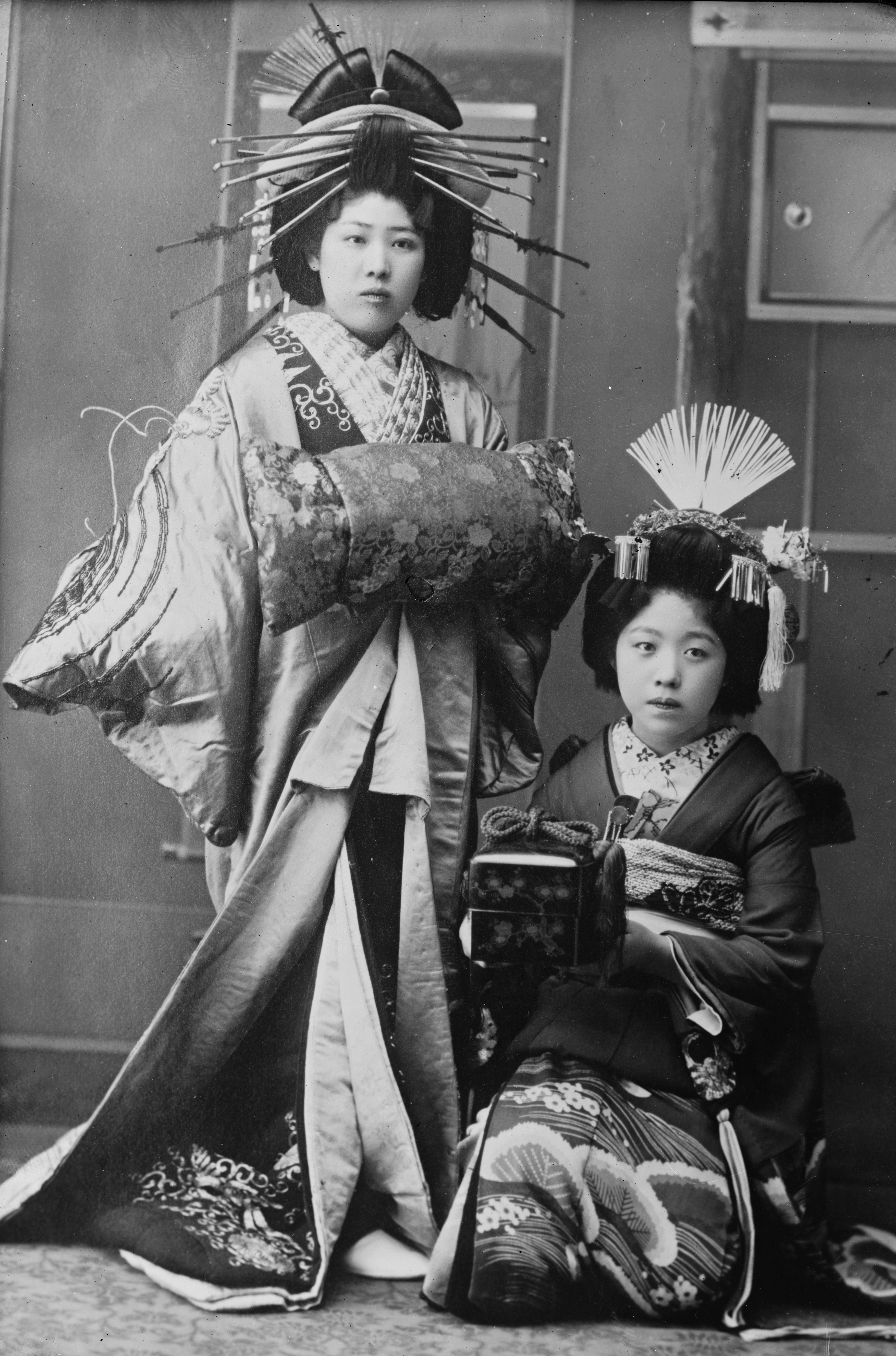
Un'oiran con la sua assistente, Giappone, anni '20

Nella storia e nella cultura giapponese le oiran (花魁?) sono figure assimilabili a cortigiane e sono considerate yūjo (遊女?), ovvero "donne di piacere" o prostitute, anche se la loro condizione sociale si distingue da quella delle ordinarie yūjo: le oiran erano infatti meretrici di lusso e alcune di loro ebbero tanto successo da diventare delle celebrità anche fuori dei quartieri del piacere.
La loro arte le conduceva accanto a uomini di potere e il loro modo di vestire era spesso all'origine di mode e tendenze, motivo per cui alcuni aspetti della loro tradizione sopravvivono ancora nel Giappone del XX e XXI secolo.

## Storia

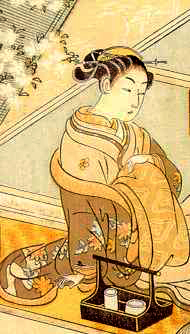
Una oiran si prepara per un cliente in un'illustrazione del 1765

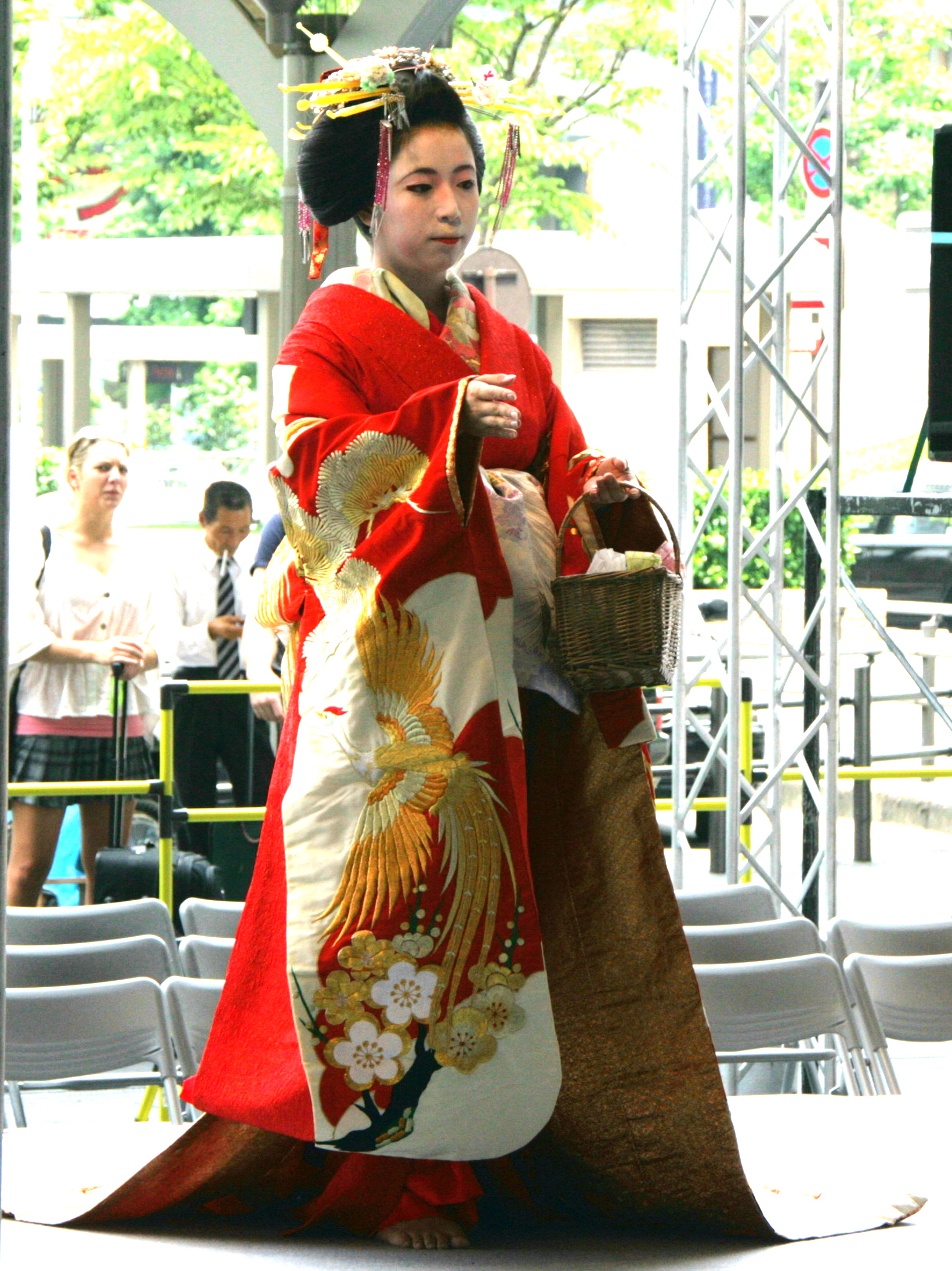
Tayū dei giorni nostri a Shimabara, Kyoto

Le oiran cominciarono a prestare servizio durante il Periodo Edo (1600-1868). A quell'epoca i bordelli erano confinati nelle campagne per via delle restrizioni imposte dalla legge e nelle maggiori città si diffusero i cosiddetti "quartieri del piacere", luoghi dove era offerto qualunque tipo di intrattenimento: tra i più conosciuti, il quartiere Shimabara a Kyoto, Shinmachi a Osaka, Yoshiwara a Edo (attuale Tokyo). 
Nei quartieri di piacere, il grado di cortigiana non indicava nulla e si veniva valutati solo per le proprie doti e per la propria bellezza. Tra le oiran le tayū (太夫?) erano considerate le migliori ed erano anche selezionate accuratamente per compiacere il daimyō. Soltanto i più ricchi e potenti potevano permettersi di possedere una oiran. Per intrattenere i loro clienti le oiran praticavano danza, musica, poesia, calligrafia ed era fondamentale essere eruditi per poter discutere con loro. 
L'isolamento delle oiran le rese poco a poco sempre più idolatrate e lontane dalla società. L'etichetta morale del governo richiedeva un comportamento appropriato e le discussioni delle oiran erano assai più colte se paragonate a quelle delle persone comuni. Un visitatore casuale non sarebbe stato accettato; si accettavano ospiti solo previo invito diretto dalla oiran responsabile degli inviti in mezzo alla strada.
I costumi indossati dalle oiran divennero sempre più complessi, culminando in uno stile con oltre otto pettini e spilli tra i capelli e tanti strati d'abiti ispirati alle prime oiran.

## Etimologia
La parola oiran deriva dalla frase oira no tokoro no nēsan (おいらの所の姉さん?), traducibile con "la mia sorella maggiore". Scritto in giapponese, consiste in due kanji, 花 i cui significati sono "fiore" e 魁 "conduttore", "primo". Tecnicamente, solo le prostitute d'alto rango di Yoshiwara erano dette oiran, sebbene il termine sia aperto a tutte.

## Parata delle cortigiane
Il Bunsui Sakura Matsuri Oiran Dōchū è un evento a cui è possibile accedere gratuitamente a Tsubame, Niigata. Dōchū è l'abbreviazione di oiran-dochu, il nome delle cortigiane che accompagnano gli ospiti durante la traversata della strada principale. La parata presenta tre oiran nel loro assetto tradizionale completo; Shinano, Sakura e Bunsui. Tra i fiori di ciliegio d'Aprile, si contano all'incirca settanta concubine. Ciascuna oiran indossa una geta di quindici centimetri e porta un vestito unico. Il nome attribuito a questo spettacolo è spesso cambiato con La parata onirica di Echigo (Echigo no yume-dochu). L'evento è estremamente popolare in tutto il Paese, con molte giapponesi in disputa tra loro per aggiudicarsi il ruolo delle tre oiran dai nomi dei petali di tre alberi.
La festività degli Ōsu Street Performers è un evento tenuto attorno al tempio Ōsu Kannon a Nagoya agli inizi di ottobre, e la specialità di questa festività è la sfilata di oiran lungo l'arcata commerciale dell'Ōsu Kannon. Migliaia di spettatori riempiono la strada commerciale per fotografare le oiran, i loro yojimbo (guardie del corpo) e le apprendiste (simili alle Maiko, ma vengono chiamate Kamuro o Furisodeshinzo).

## Nella cultura di massa

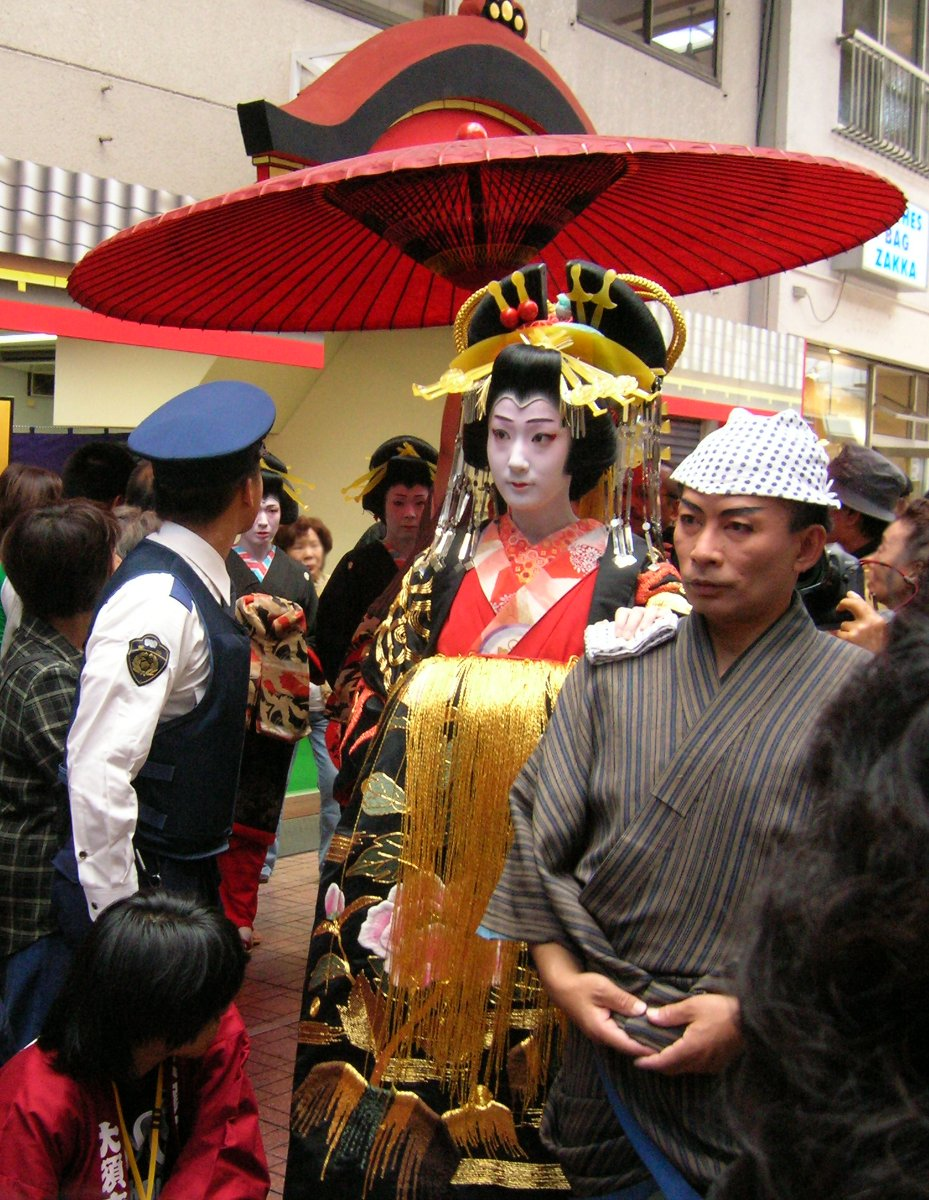
Oiran Dochu a Nagoya, 2008

- Nella mini-serie televisiva Shōgun, John Blackthorne (Anjin-san) viene presentato a una oiran, dati i suoi fruttuosi servizi per Lord Toranaga.
- Nel film Sakuran (2007), interpretato da Anna Tsuchiya, una oiran è presente.
- Nel manga e serie anime Kenshin - Samurai vagabondo Yumi, una ex oiran, è l'amante del primo antagonista, Shishio.
- Nel manga Seirō opera di Kanoko Sakurakoji la vicenda è ambientata in un okiya e la protagonista viene istruita per diventare una oiran.
- Oiran Girl è un manga di Wataru Hibiki e ha per protagonista una ragazza che cerca di diventare la migliore cortigiana della città.
- Nella serie anime e manga Peace Maker Kurogane, se non lavora come una shinobi per Choshu, Akesato è una oiran d'alto rango nel distretto di Shimabara
- Nella serie anime e manga Hell Girl, la terza compagna di Enma Ai-san, Hone Onna, è una oiran.
- Nell'anime Bakumatsu kikansetsu irohanihoheto Kotoha è una tayū.
- In Samurai Sentai Shinkenger un'antagonista, Usukawa Dayu, ha il suo vestiario e armamentario ispirato alle oiran e usa come arma uno shamisen modificato.
- Oiran, una canzone della popolare Ringo Shiina dall'album Heisei Fuuzoku.
- In One Piece nella ‘saga del paese di Wano’ vi è Komurasaki, una giovane e ambita oiran.
- In Zombie Land Saga, anime la cui prima stagione è andata in onda nel 2018, una dei personaggi principali è Yugiri, una cortigiana, conosciuta come "Densetsu no Oiran”: la oiran leggendaria.
- Nell'anime Demon Slayer - Kimetsu no yaiba, l'Entertainment District Arc si svolge nel quartiere Yoshiwara di Edo (Tokyo). Tra gli antagonisti dell'arco narrativo figura la demone Daki, la quale viene rappresentata come una rinomata oiran e nota ai più con il nome di Warabihime.